# Rhinogobius flavoventris
Rhinogobius flavoventris és una espècie de peix de la família dels gòbids i de l'ordre dels perciformes.
Els mascles poden arribar als 3,7 cm de longitud total.
És un peix d'aigua dolça i de clima tropical.
Es troba a Àsia: llac Taal (les Filipines).
És inofensiu per als humans.